# Герман Ергардт
Ге́рман Е́ргардт (нім. Hermann Erhardt; нар. 9 січня 1903, Ландсгут, Німецька імперія — пом. 30 листопада 1958, Відень, Австрія) — німецький актор.

## Біографія
Герман Ергардт народився 9 січня 1903 році в місті Ландсгут, Німецька імперія. З 1920 років виступав на сценах різних провінційних театрів, у 1930-х — у баварських Бауер-театрах. З середини 1930-х років Ергардт почав зніматися в кіно, зігравши за час своєї акторської кар'єри ролі у понад 50-ти фільмах.
У 1939 році Ергардт був ангажований до трупи віденського Театру в Йозефштадті, де й працював до 1954 року.
Після аншлюсу Австрії Третім Рейхом продовжував зніматися на віденських студіях, у тому числі і в нацистських пропагандистських фільмах, зокрема у «Поверненні додому» (1941, реж. Густав Учицкі).
Після Другої світової війни успішно продовжував свою кінокар'єру як актор другого плану. Двічі зіграв роль Германа Герінга: в американському фільмі «Магічне обличчя» (1951, реж. Франк Таттл) та в німецько-австрійському «Останньому акті» Георга Вільгельма Пабста (1955).
Помер Герман Ергардт 30 листопада 1958 року у Відні, де й похований на Грінцинзькому цвинтарі.

## Фільмографія (вибіркова)
| Рік  | Назва українською                  | Оригінальна назва                | Роль                               |
| ---- | ---------------------------------- | -------------------------------- | ---------------------------------- |
| 1936 | Пісня візника                      | Fiakerlied                       | Ґоло, метальник ножів              |
| 1937 | Тиша в лісі                        | Das Schweigen im Walde           | Тоні Мезеггер, мисливець           |
| 1941 | Повернення додому                  | Heimkehr                         | Карл Міхалек                       |
| 1943 | Дорожнє знайомство                 | Reisebekanntschaft               | жандарм                            |
| 1945 | Друзі                              | Freunde                          | мисливець                          |
| 1946 | Довга дорога                       | Der weite Weg                    | Матцінгер                          |
| 1947 | Ангел, що заспівав                 | Singende Engel                   | доктор Лангґаммер                  |
| 1947 | Друга молодість                    | Der Hofrat Geiger                | Матіас Пфюллер                     |
| 1948 | Туди і сюди                        | Hin und her                      | прикордонний інспектор з Багателло |
| 1948 | Ангел з тромбоном                  | Der Engel mit der Posaune        | Йозеф Драуффен                     |
| 1948 | Уллі і Марей                       | Ulli und Marei                   | Манц, службовець                   |
| 1948 | Віденська кавалькада               | Der Engel mit der Posaune        | Йозеф Драфн                        |
| 1948 | Королева шосе                      | Königin der Landstraße           | Йоганнес Ґібель                    |
| 1949 | Ламберт відчуває себе під загрозою | Lambert fühlt sich bedroht       | Біллерт                            |
| 1949 | Бродяга                            | Vagabunden                       | професор Крамер                    |
| 1949 | Біле золото                        | Weißes Gold                      | Ацельбауер                         |
| 1950 | Кордула                            | Cordula                          | Фюрбасс, м'ясник                   |
| 1951 | Виклик в ефірі                     | Ruf aus dem Äther                | Schiesser                          |
| 1951 | Магічне обличчя                    | The Magic Face                   | Герман Герінг                      |
| 1951 | Двоє на машині                     | Zwei in einem Auto               | Маттіас                            |
| 1952 | Загублена мелодія                  | Verlorene Melodie                | Шаффельгофер                       |
| 1952 | Пригода у Відні                    | Abenteuer in Wien                | Фердль Гейнтль                     |
| 1953 | Кнопка і Антон                     | Pünktchen und Anton              | п'яний                             |
| 1953 | Донька полку                       | Die Regimentstochter             | Сульпіц                            |
| 1954 | Щасливий фініш                     | Schicksal am Lenkrad             | Леопольд Бруннер                   |
| 1954 | Король манежу                      | König der Manege                 |                                    |
| 1955 | Останній акт                       | Der letzte Akt                   | Герман Герінг                      |
| 1955 | Шпигунство                         | Spionage                         | Стейдль                            |
| 1955 | Ви більше не можете мовчати        | Du darfst nicht länger schweigen | Бауер                              |
| 1956 | Я шукаю тебе                       | Ich suche dich                   | пацієнт Форстер                    |